# الحزب الديمقراطي اليساري
الحزب الديمقراطي اليساري (بالإيطالية: Partito Democratico della Sinistra )‏ هو حزب سياسي إيطالي، أسس في 3 فبراير 1991، وحل في 13 فبراير 1998، يقع مقره في روما.

## أعضاء بارزون
- كود سباركل
- تحديث القائمة

- جورجو نابوليتانو (1991 - 1998)
- فيديريكا موغيريني (1991 - 1998)
- جيان ماريا فولونتي
- Pier Luigi Bersani (1991 - 1998)
- Fausto Bertinotti (1991 - 1993)
- نيلدي يوتي (1991 - 1998)
- Nicola Zingaretti
- Giuliano Poletti
- Enrico Montesano
- Mario Tronti